# Рудаков, Андрей Борисович
Андре́й Бори́сович Рудако́в (19 января 1961, Переславль-Залесский, Ярославская область, СССР) — советский и российский футболист. Мастер спорта СССР (1985). Бывший спортивный директор тульского «Арсенала».

## Карьера
Родился в спортивной семье. Отец, Борис Андреевич, выступал за городские команды и долгое время работал директором стадиона в Переславле-Залесском. Дядя, Валерий Клещёв, известен по выступлению за ярославский «Шинник».
Воспитанник СК «Химик» (Переславль-Залесский). Профессиональную карьеру начал в ярославском клубе «Шинник», выступавшем в первой лиге.
В середине 80-х молодого игрока взяли в московский «Спартак», где он выступал на позиции нападающего. В составе «Спартака» был неоднократным призёром чемпионата СССР, дебютировал в еврокубках.
В середине сезона 1987 года перешёл в московское «Торпедо». В новой команде провёл 4 года, став бронзовым призёром страны в 1988 году.
В середине 1990 года по линии агентства «Моспрофспорт» уехал на просмотр в Швейцарию. В июне провёл два контрольных матча за клуб третьей лиги «Домдидье», но не подошел команде. В июле 1990 подписал контракт с клубом 2-й лиги «Фрибур». В новой команде быстро стал игроком основного состава, много забивал.
В середине сезона 1991/92 принял предложение другого клуба 2-й лиги «Бюль», с которым поднялся в высший дивизион Швейцарии. Однако в следующие 2 сезона проявить себя не смог — помешали постоянные травмы.
В сезоне 1994/95 играл за клуб 4-го дивизиона «Борегар» из Фрибура. По итогам сезона клуб занял 1-е место, но в играх плей-офф за право играть в 3-м дивизионе уступил сопернику. В следующем сезоне перешёл в клуб-новичок 4-го дивизиона «Сивирье». В новой команде был на виду, постоянно играл в основе.
В мае 1996 года вернулся в Россию, чтобы решить ряд личных вопросов. При этом согласился играть за «Шинник» и уже в первой же своей игре, 6 мая против «Кубани», став автором мяча, принесшего клубу победу. Всего за «Шинник» в мае-августе провёл 12 игр, но больше голов не забивал. В августе того же года вернулся обратно в Швейцарию и снова был заявлен за «Сивирье».
В июне 1997 года стал играющим тренером «Сивирье». В июле 1999 перешёл на ту же должность в клуб «Корминбёф».
Закончив карьеру игрока, стал тренировать клубы низших швейцарских дивизионов. Параллельно работал на заводе или выполнял мелкую работу для приглашавших его клубов.
В июне-июле 2011 года был президентом футбольного клуба «Ксамакс», на пост которого был назначен по протекции владельца команды Булата Чагаева.
29 июля 2017 года стал спортивным директором тульского «Арсенала».

## Выступления в еврокубках
- Кубок УЕФА 1985/1986 («Спартак»): 1 игра.
- Кубок УЕФА 1986/1987 («Спартак»): 4 игры, 3 гола.
- Кубок УЕФА 1988/1989 («Торпедо»): 2 игры.
- Кубок обладателей кубков 1989/1990 («Торпедо»): 4 игры.

## Достижения
- Чемпионат СССР: серебряный призёр 1985, бронзовый призёр 1986. Чемпион СССР по футболу 1987, бронзовый призёр 1988.
- Кубок Федерации футбола СССР: 1987.
- Кубок СССР по футболу: финалист 1987/88, 1988/89, 1990/91 (играл на ранних стадиях турнира).

## Личная жизнь
Двое его сыновей также стали футболистами. Старший — Андрей Андреевич (р. 1988) несколько лет выступал за команды низших лиг Швейцарии. Младший — Давид (р. 2002, Фрибур) провёл сезон 2020/21 в молодёжной команде тульского «Арсенала», затем продолжил карьеру в пятой лиге Швейцарии.